# Березовська сільська рада (Бірський район)
Бере́зовська сільська рада (рос. Берёзовский сельский совет) — муніципальне утворення у складі Бірського району Башкортостану, Росія. Адміністративний центр — село Печенкино.

## Населення
Населення — 1039 осіб (2019, 1099 у 2010, 1098 у 2002).

## Склад
До складу поселення входять такі населені пункти:
| Населений пункт      | Населення, осіб (2002) | Населення, осіб (2010) |
| -------------------- | ---------------------- | ---------------------- |
| Айбашево, присілок   | 43                     | 30                     |
| Березовка, село      | 532                    | 534                    |
| Печенкино, село      | 420                    | 446                    |
| Староєжово, присілок | 103                    | 89                     |